# Éliminatoires de la Coupe du monde de football 2014 : zone Afrique, groupe G
Le groupe G du deuxième tour des éliminatoires de la coupe du monde 2014 est composé des Pharaons égyptiens, champions d'Afrique 2010 et favoris, du Zimbabwe et de la Guinée. L'équipe du premier tour, venant compléter le groupe, est l'équipe du Mozambique qui s'est imposée (1-0, 4-1) face aux voisins comoriens.

## Classement
| Rang | Équipe     | Pts | J | G | N | P | Bp | Bc | Diff |  | Résultats (▼ dom., ► ext.) |     |     |     |     |
| ---- | ---------- | --- | - | - | - | - | -- | -- | ---- |  | -------------------------- | --- | --- | --- | --- |
| 1    | Égypte     | 18  | 6 | 6 | 0 | 0 | 16 | 7  | +9   |  | Égypte                     |     | 4-2 | 2-0 | 2-1 |
| 2    | Guinée     | 10  | 6 | 3 | 1 | 2 | 12 | 8  | +4   |  | Guinée                     | 2-3 |     | 6-1 | 1-0 |
| 3    | Mozambique | 3   | 6 | 0 | 3 | 3 | 2  | 10 | -8   |  | Mozambique                 | 0-1 | 0-0 |     | 0-0 |
| 4    | Zimbabwe   | 2   | 6 | 0 | 2 | 4 | 4  | 9  | -5   |  | Zimbabwe                   | 2-4 | 0-1 | 1-1 |     |

Le Zimbabwe, le Mozambique et la Guinée sont éliminés de la course à la qualification pour la Coupe du monde 2014.
L’Égypte est qualifiée pour le troisième et dernier tour.

## Calendrier et résultats
| 1re journée               | Égypte                    | 2 – 0   | Mozambique | Stade Borg Al Arab, Alexandrie                          |                                                         |
| 1er juin 2012 20:00 UTC+2 | Fathallah 55e · Zidan 62e | (0 - 0) |            | Spectateurs : 0 (huis clos) Arbitrage : Sylvester Kirwa | Spectateurs : 0 (huis clos) Arbitrage : Sylvester Kirwa |
| 1er juin 2012 20:00 UTC+2 | Rapport                   |         |            | Spectateurs : 0 (huis clos) Arbitrage : Sylvester Kirwa | Spectateurs : 0 (huis clos) Arbitrage : Sylvester Kirwa |

| 3 juin 2012 | Zimbabwe | 0 – 1   | Guinée        | National Sports Stadium, Harare                          |                                                          |
| 15:00 UTC+2 |          | (0 - 1) | 27e I. Traoré | Spectateurs : 30 000 Arbitrage : Rajindraparsad Seechurn | Spectateurs : 30 000 Arbitrage : Rajindraparsad Seechurn |
| 15:00 UTC+2 | Rapport  |         |               | Spectateurs : 30 000 Arbitrage : Rajindraparsad Seechurn | Spectateurs : 30 000 Arbitrage : Rajindraparsad Seechurn |

| 2e journée               | Guinée                                 | 2 – 3   | Égypte                                 | Stade du 28 septembre, Conakry                |                                               |
| 10 juin 2012 17:00 UTC+0 | A. Camara 20e (pen.) · A. Bangoura 88e | (1 - 0) | 58e 66e (pen.) Aboutrika · 90+3e Salah | Spectateurs : 14 000 Arbitrage : Néant Alioum | Spectateurs : 14 000 Arbitrage : Néant Alioum |
| 10 juin 2012 17:00 UTC+0 | Rapport                                |         |                                        | Spectateurs : 14 000 Arbitrage : Néant Alioum | Spectateurs : 14 000 Arbitrage : Néant Alioum |

| 10 juin 2012 | Mozambique | 0 – 0 | Zimbabwe | Estádio do Zimpeto, Maputo                    |                                               |
| 15:00 UTC+2  |            |       |          | Spectateurs : 26 000 Arbitrage : Ali Kalyango | Spectateurs : 26 000 Arbitrage : Ali Kalyango |
| 15:00 UTC+2  | Rapport    |       |          | Spectateurs : 26 000 Arbitrage : Ali Kalyango | Spectateurs : 26 000 Arbitrage : Ali Kalyango |

| 3e journée               | Mozambique | 0 – 0 | Guinée | Estádio do Zimpeto, Maputo                                |                                                           |
| 24 mars 2013 15:00 UTC+2 |            |       |        | Spectateurs : 25 000 Arbitrage : Mohamed Hussein El-Fadil | Spectateurs : 25 000 Arbitrage : Mohamed Hussein El-Fadil |
| 24 mars 2013 15:00 UTC+2 | Rapport    |       |        | Spectateurs : 25 000 Arbitrage : Mohamed Hussein El-Fadil | Spectateurs : 25 000 Arbitrage : Mohamed Hussein El-Fadil |

| 26 mars 2013 | Égypte                              | 2 – 1   | Zimbabwe   | Stade Borg Al Arab, Alexandrie                 |                                                |
| 19:00 UTC+2  | Abd Rabo 64e · Aboutrika 88e (pen.) | (0 - 0) | 74e Musona | Spectateurs : 10 000 Arbitrage : Badara Diatta | Spectateurs : 10 000 Arbitrage : Badara Diatta |
| 19:00 UTC+2  | Rapport                             |         |            | Spectateurs : 10 000 Arbitrage : Badara Diatta | Spectateurs : 10 000 Arbitrage : Badara Diatta |

| 4e journée              | Zimbabwe                              | 2 – 4   | Égypte                           | National Sports Stadium, Harare                 |                                                 |
| 9 juin 2013 15:00 UTC+2 | Musona 21e · Lincoln Zvasiya (en) 81e | (1 - 2) | 5e Aboutrika · 40e 76e 83e Salah | Spectateurs : 40 000 Arbitrage : Bakary Gassama | Spectateurs : 40 000 Arbitrage : Bakary Gassama |
| 9 juin 2013 15:00 UTC+2 | Rapport                               |         |                                  | Spectateurs : 40 000 Arbitrage : Bakary Gassama | Spectateurs : 40 000 Arbitrage : Bakary Gassama |

| 9 juin 2013 | Guinée                                                                                | 6 – 1   | Mozambique           | Stade du 28 septembre, Conakry                |                                               |
| 17:00 UTC+0 | M. Yattara 15e 90e · Diallo 33e 45e (pen.) · I. Traoré 76e · Mohammed Diarra (en) 81e | (3 - 1) | 44e (pen.) Dominguês | Spectateurs : 14 000 Arbitrage : Kouamé N'Dri | Spectateurs : 14 000 Arbitrage : Kouamé N'Dri |
| 17:00 UTC+0 | Rapport                                                                               |         |                      | Spectateurs : 14 000 Arbitrage : Kouamé N'Dri | Spectateurs : 14 000 Arbitrage : Kouamé N'Dri |

| 5e journée               | Mozambique | 0 – 1   | Égypte    | Estádio da Machava (en), Maputo                |                                                |
| 16 juin 2013 15:00 UTC+2 |            | (0 - 1) | 40e Salah | Spectateurs : 25 000 Arbitrage : Janny Sikazwe | Spectateurs : 25 000 Arbitrage : Janny Sikazwe |
| 16 juin 2013 15:00 UTC+2 | Rapport    |         |           | Spectateurs : 25 000 Arbitrage : Janny Sikazwe | Spectateurs : 25 000 Arbitrage : Janny Sikazwe |

| 16 juin 2013 | Guinée         | 1 – 0   | Zimbabwe | Stade du 28 septembre, Conakry                       |                                                      |
| 17:00 UTC+0  | M. Yattara 37e | (1 - 0) |          | Spectateurs : 14 000 Arbitrage : Hamada Nampiandraza | Spectateurs : 14 000 Arbitrage : Hamada Nampiandraza |
| 17:00 UTC+0  | Rapport        |         |          | Spectateurs : 14 000 Arbitrage : Hamada Nampiandraza | Spectateurs : 14 000 Arbitrage : Hamada Nampiandraza |

| 6e journée        | Égypte                                                  | 4 – 2   | Guinée                       |  |  |
| 10 septembre 2013 | Ghaly 38e · Aboutrika 51e (pen.) · Salah 83e · Zaki 86e | (1 – 1) | 4e (csc) El Abd · 57e Soumah |  |  |
| 10 septembre 2013 | Rapport                                                 |         |                              |  |  |

| 6 septembre 2013 | Zimbabwe    | 1 – 1   | Mozambique  |  |  |
|                  | Mambaré 42e | (1 – 0) | 69e Maninho |  |  |
|                  | Rapport     |         |             |  |  |

## Buteurs
| Pos | Joueur             | Pays       | Buts |
| --- | ------------------ | ---------- | ---- |
| 1   | Mohamed Salah      | Égypte     | 6    |
| 2   | Mohamed Aboutrika  | Égypte     | 5    |
| 3   | Mohamed Yattara    | Guinée     | 3    |
| 4   | Ibrahima Traoré    | Guinée     | 2    |
| 4   | Sadio Diallo       | Guinée     | 2    |
| 4   | Knowledge Musona   | Zimbabwe   | 2    |
| 7   | Mahmoud Fathallah  | Égypte     | 1    |
| 7   | Hossam Ghaly       | Égypte     | 1    |
| 7   | Hosny Abd Rabo     | Égypte     | 1    |
| 7   | Amr Zaki           | Égypte     | 1    |
| 7   | Mohamed Zidan      | Égypte     | 1    |
| 7   | Alhassane Bangoura | Guinée     | 1    |
| 7   | Abdoul Camara      | Guinée     | 1    |
| 7   | Mohammed Diarra    | Guinée     | 1    |
| 7   | Seydouba Soumah    | Guinée     | 1    |
| 7   | Dominguês          | Mozambique | 1    |
| 7   | Maninho            | Mozambique | 1    |
| 7   | Masimba Mambaré    | Zimbabwe   | 1    |
| 7   | Lincoln Zvasiya    | Zimbabwe   | 1    |

But contre son camp
- Adam El-Abd (pour la Guinée )